# عمر بن إدريس الكانمي
عمر بن إدريس الكانمي حاكم دولة الكانميين من 1372 إلى 1380. ونقل دار الحكومة من نجيمي وكانم إلى كاجا في الناحية الغربية من بحيرة تشاد في ما ولاية بورنو الحالية من ولايات نيجيريا.